# Жасмін Кашмір
Ніколь Б. Джонс (17 квітня 1984 , Крест-Гілл, Іллінойс ), відома як Жасмін Кашмір (англ. Jazmine Cashmere) — колишня американська порноакторка.

## Біографія
Народилася 17 квітня 1984 року в Іллінойсі, афроамериканка. 
В порноіндустрію потрапила у 2004 році, у віці близько 20 років. Знімалася для таких порностудій, як West Coast Productions, Wicked Pictures, Video Team, Platinum X Pictures, Mercenary Pictures, Jules Jordan Video, Elegant Angel, Black Ice.
Пішла з порноіндустрії, знявшись у 125 порнофільмах. В інтерв'ю в червні 2010 сказала, що пішла, тому що знайшла Бога в собі і стурбована вихованням своїх трьох дітей.

## Нагороди та номінації
- 2008 Urban X Award — краща виконавиця (номінація)
- 2008 Urban X Award — краща оральна виконавиця (номінація)
- 2008 Urban X Award — Freakiest Girl in Porn (номінація)
- 2008 Urban X Award — кращий анальний виконавець[6]
- 2017 включена в Зал Слави Urban X Award[7]